# The World Starts Tonight
The World Starts Tonight (en español: El mundo comienza esta noche) es el álbum de estudio debut de la cantante galesa Bonnie Tyler, lanzado en febrero de 1977 por RCA Records. La mayoría de las canciones fueron escritas por Ronnie Scott y Steve Wolfe, que trabajaban como gerentes y Mánager de Tyler cuando ella firmó con RCA Records. También produjeron el álbum junto a David Mackay. Musicalmente, el álbum incluye canciones country y pop.
Dos sencillos fueron lanzados en el álbum. El primero, «Lost in France», fue certificado plata por la Industria Fonográfica Británica (BPI) por haber vendido de más de 250.000 copias. «More Than a Lover» fue también un éxito, pero no logró avanzar en la lista de sencillos del Reino Unido después de que la BBC prohibió la canción por su controversial contenido lírico. Poco después de la grabación del álbum, Tyler fue sometida a cirugía para remover los nódulos de sus cuerdas vocales. La operación dejó a Tyler con una voz ronca de forma permanente.
The World Starts Tonight fue recibido positivamente por los críticos contemporáneos, que elogiaron a Tyler por lanzar un «debut prometedor». El álbum fue muy popular en Suecia, donde alcanzó el número dos. A pesar de esto, no tuvo éxito en otro país.

## Antecedentes
Bonnie Tyler (entonces conocida como Gaynor Hopkins) pasó siete años actuando en pubs y clubes nocturnos de todo el sur de Gales entre 1969 y 1976, primero como parte de Bobbie Wayne y los Dixies y, posteriormente, con su propia banda Imaginación. En 1975, fue descubierta cantando con Imaginación por el cazatalentos Roger Bell. Tyler fue invitada a Londres para grabar dos demos.; «My My! Honeycomb» y «Lost in France». Después de pasar meses, RCA Records se contactaron con Tyler anunciando que se lanzará «My My! Honeycomb» como sencillo en abril de 1976.

## Grabación
Tyler grabó The World Starts Tonight en los estudios Morgan y en los estudios Round House Studios en Londres entre 1975 y 1976. La sesión comenzó con la grabación de cuatro demos; «My My! Honeycomb», con su lado B «Got So Used to Loving You», y «Lost in France», con su lado B «Baby I Remember You». Ronnie Scott y Steve Wolfe escribieron la mayor parte de las canciones del álbum, y fueron producidas con David Mackay.

## Respuesta de la crítica
Tomas Mureika de AllMusic describe The World Starts Tonight como «lleno de promesas y las indicaciones de grandes cosas por venir». Llamó al álbum un «debut formidable», pero que sólo se allanó el camino para su emparejamiento con Jim Steinman en la década de 1980. The Sydney Morning Herald dio una opinión positiva, nombrando «Lost in France» como una «vía destacada», mientras que alababa su cover de Janis Joplin «Piece of My Heart».

## Sencillos
«Lost in France» fue lanzado como el primer sencillo de The World Starts Tonight en septiembre de 1976. The Sydney Morning Herald describió la canción como la canción como una «vía destacada» del álbum. «Lost in France» fue un éxito comercial, alcanzando el puesto número nueve en las listas británicas. fue certificado de plata por la Industria Fonográfica Británica (BPI) por haver vendido más de 250.000 copias.
«More Than a Lover» fue lanzado como el segundo sencillo de The World Starts Tonight en enero de 1977. En diciembre de 1976, Tyler informó a Record Mirror que su seguimiento individual a «Lost in France» sería «mucho más valiente». Record Mirror describió la canción como «más carnosa» que «Lost in France», pero tuvo el éxito comercial que su predecesor. A raíz de una interpretación de la canción en Top of the Pops, que fue prohibido por la BBC debido al «contenido lírico inadecuados». La prohibición dio lugar a que la canción sólo alcanzara el número 27 en el Reino Unido.

## Lista de canciones
| The World Starts Tonight — Edición estándar |                             |                           |          |  |
| N.º                                         | Título                      | Escritor(es)              | Duración |  |
| 1.                                          | «Got So Used to Loving You» | Ronnie Scott, Steve Wolfe | 3:17     |  |
| 2.                                          | «Love of a Rolling Stone»   | Jerry Chesnut             | 3:30     |  |
| 3.                                          | «Lost in France»            | Ronnie Scott, Steve Wolfe | 3:59     |  |
| 4.                                          | «Piece of My Heart»         | Bert Berns, Jerry Ragovoy | 3:52     |  |
| 5.                                          | «More Than a Lover»         | Ronnie Scott, Steve Wolfe | 3:52     |  |
| 6.                                          | «Give Me Your Love»         | Ronnie Scott, Steve Wolfe | 3:15     |  |
| 7.                                          | «The World Starts Tonight»  | Ronnie Scott, Steve Wolfe | 3:36     |  |
| 8.                                          | «Here's Monday»             | Ronnie Scott, Steve Wolfe | 3:46     |  |
| 9.                                          | «Love Tangle»               | Ronnie Scott, Steve Wolfe | 3:16     |  |
| 10.                                         | «Let the Show Begin»        | Ronnie Scott, Steve Wolfe | 4:15     |  |

| The World Starts Tonight — 2009 Relanzamiento (bonus tracks) |                       |                           |          |  |
| N.º                                                          | Título                | Escritor(es)              | Duración |  |
| 11.                                                          | «My! My! Honeycomb»   | Jimmy Luck, John Szego    | 3:06     |  |
| 12.                                                          | «Baby I Remember You» | Ronnie Scott, Steve Wolfe | 3:15     |  |

## Posicionamiento en las listas
En la semana que finalizó el 10 de marzo de 1978, más de un año desde su lanzamiento, The World Starts Tonight debutó en el número trece en la lista de álbumes de Suecia. Llegó a su posición máxima en el número dos en la semana siguiente, permaneciendo allí por un total de tres semanas. En la quinta semana consecutiva en la lista, The World Starts Tonight cayó hasta el número seis, reemplazado por segundo álbum de estudio de Tyler Natural Force. A raíz de esto, The World Starts Tonight cayó lentamente de la lista de los álbumes suecos, después de un total de ocho semanas en la lista.

### Álbum
| País                       | Mejor posición |
| -------------------------- | -------------- |
| Suecia (Sverigetopplistan) | 2              |

### Sencillos
| Año  | Sencillos           | País        | Posición |
| ---- | ------------------- | ----------- | -------- |
| 1977 | «Lost in France»    | Sudáfrica   | 2        |
| 1977 | «Lost in France»    | Alemania    | 3        |
| 1977 | «Lost in France»    | Reino Unido | 9        |
| 1977 | «Lost in France»    | Austria     | 12       |
| 1977 | «Lost in France»    | Suecia      | 13       |
| 1977 | «Lost in France»    | Bélgica     | 15       |
| 1977 | «Lost in France»    | Australia   | 18       |
| 1977 | «Lost in France»    | Holanda     | 20       |
| 1977 | «More Than a Lover» | Sudáfrica   | 7        |
| 1977 | «More Than a Lover» | Reino Unido | 27       |
| 1977 | «More Than a Lover» | Alemania    | 44       |

## Personal
- Terry Britten – guitarra
- Dave Christopher – guitarra
- Mo Foster – Bajo
- Barrie Guard – percusión
- Erik Van Till – asistente de estudio
- Ashley Howe – ingeniero de audio
- David MacKay – Arreglista, productor, ingeniero
- George Nicholson – ingeniero
- Simon Phillips – batería
- Ronnie Scott – productor
- Alan Tarney – armónica, guitarra, fagot eléctrico
- Steve Wolfe – guitarra, productor